# سوخدول (ناحیه کوتنا هورا)
سوخدول (به چکی: Suchdol) یک منطقهٔ مسکونی در جمهوری چک است که در ناحیه کوتنا هورا واقع شده‌است. سوخدول ۱۹٫۲۹ کیلومتر مربع مساحت و ۱٬۱۴۲ نفر جمعیت دارد و ۳۶۷ متر بالاتر از سطح دریا واقع شده‌است.